# Hōjō Norisada
Hōjō Norisada (北条範貞, ?-4 juillet 1333), fils de Hōjō Tokinori et membre du clan Hōjō, est le quinzième kitakata rokuhara Tandai (chef de la sécurité intérieure de Kyoto) de 1321 à 1330. 
En 1333, Ashikaga Takauji se révolte contre la domination du clan Hōjō et attaque la ville de Kyoto. Cette même année, le clan Hōjō est défait au siège de Kamakura en 1333. Norisada se suicide le 4 juillet.